# Cercle Artistique et Littéraire (Gent)
De Cercle Artistique et Littéraire was een Gentse kunstenaarsvereniging uit de 19de en de 20ste eeuw.

## Geschiedenis
Deze vereniging was in 1879 ontstaan uit de fusie van de ‘Société Littéraire’ (gesticht in 1835) en het ‘Kunstgenootschap’ (gesticht 1842). De bestuursleden behoorden nagenoeg allemaal tot de liberale, Franssprekende burgerij van Gent.
De Cercle had een overwegend conservatieve kunstsmaak maar in de tentoonstellingen die ze organiseerden was er plaats voor modernistische kunstrichtingen. In 1893 werd hun tentoonstellingszaal zelfs opengesteld voor ‘Les XX’, toen verreweg de meest avant-gardistische beweging in België. 
In 1887 was er een afscheuring van jongere kunstenaars die zich hergroepeerden in de vereniging ‘Wij Willen’. 
Ook nog in de 20ste eeuw bleef de Cercle belangrijk voor het Gentse kunstleven, zeker wat betreft de beeldende kunsten. De kring was officieel of officieus bij zowat elke kunstmanifestatie in Gent betrokken. Er was bovendien –gezien het gewicht van de bestuursleden- een goede verstandhouding met Gentse gemeentebestuur en zo kon de Cercle op jaarlijkse subsidies rekenen.
De manifestaties van de Cercle bestonden enerzijds uit het organiseren van tentoonstellingen van beeldende kunst. Daarin hadden kunstenaars uit Gent en omgeving het numerieke overwicht. Er waren individuele tentoonstellingen maar ook groepstentoonstellingen van 2, 3, 4 of meer kunstenaars. Ook jong talent kreeg ruim kansen.
Anderzijds waren er lezingen, declamaties van poëzie en proza (vaak ook van eigen leden zoals de totaal vergeten Jeanne Plateau of zelfs door iemand als Emile Verhaeren), lied- en muziekrecitals (ook vaak met werk van eigen leden), toneelvoorstellingen (ook door het eigen gezelschap), er was een eigen bibliotheek met leeszaal en er werd balletles gegeven.
Het vestigingsadres was Sint-Jansvest 12; sedert 1921 Recolettenlei 3.
Sedert 1979 is de vereniging “Koninklijk”.

## Uit het tentoonstellingspalmares
- -1883 : Théo Van Rysselberghe
- -1892 : Les XX
- -nov. 1894 : Clara Dobbelaere, Gustave Vanaise, Alexandre Marcette, Jean Delvin en Albert Baertsoen
- -dec. 1894 : Virginie Claes, Flore en Valérie Geleedts, Marie-Anne Tibbaut
- -jan. - feb. 1895: Emma De Vigne en de gezusters Dumont
- -feb. 1896 :Flore en Valérie Geleedts en Marie-Anne Tibbaut
- -jan. 1897 : Clara Dobbelaere en Berthe Art
- -nov. 1897 : Marie Tibbaut (Dutry), Albert Dutry en Verstraeten-Rynaert
- -dec. 1897 : Marie Tibbaut (Dutry), Flore en Valérie Geleedts, Carolus Tremerie, Rodolphe Wytsman en Juliette Wytsman
- -1898: Flore en Valérie Geleedts en Marie-Anne Tibbaut
- -1898 : Clara Dobbelaere, Albert Baertsoen, Emile Claus, Jean Delvin, Eugène Dopchie, Charles Doudelet, Armand Heins en Victor Uytterschaut
- -1899 : Flore Geleedts en Jozef-Xavier Vindevogel
- -1899 : Anna Cogen, Charles Doudelet, Maréchal en[Carolus Tremerie
- -1901 : Louise Dael, Marguerite Van Biesbroeck en Léo Jo
- -1901 : Marie-Anne Tibbaut
- -1902 : ‘Arts Decoratifs Modernes’: Clara Dobbelaere, Jean Delvin, Armand Heins, Félix Metdepenninghen, George Minne, Charles Doudelet, Albert Baertsoen
- -1902 : ‘Exposition de blanc et noir’: Clara Dobbelaere, Anna Cogen, Emile Claus, Rodolphe De Saegher, Armand Heins, Félix Metdepenninghen, Robert Voortman, Rodolphe Wytsman
- -1903 : Clara Dobbelaere, Anna Cogen, Georges Buysse, Emile Claus, Rodolphe De Saegher, Armand Heins, Rodolphe Wytsman
- -1904 : Clara Dobbelaere, Anna Cogen, Marguerite Robyns (fr), Rodolphe De Saegher, Maurice Pirenne
- -1904 : De gezusters Dumont, Valérie Geleedts, Marie-Anne Tibbaut, Mabel Elwes Cole
- -1905 : Clara Dobbelaere, Rodolphe De Saegher, Armand Heins, Van Loo
- -1905 : Louise Dael, Albert-Julien Toefaert
- -1905 : Flore Geleedts, Jozef-Xavier Vindevogel
- -1905 : Emile Thysebaert
- -1906 : Mabel Elwes Cole, Lucie Jacquart, Georges Guequier
- -1906 : Clémence Droesbeke, Albert-Julien Toefaert
- -1907 : Lucie Jacquart, Armand Heins, Maurice Sys
- -1907 : Clémence Droesbeke, Adeline Acart, Albert-Julien Toefaert
- -1907 : Jenny Montigny, Rodolphe De Saegher, Monks
- -1907 : Clara Dobbelaere, Anna Cogen, Léo Jo, Hélène Buyst
- -1907 : Louise Coupé, Emmanuel Viérin
- -1908 : Jenny Montigny, Rodolphe De Saegher, Armand Heins
- -1909 : Mabel Elwes Cole, Sophie de Stjernstedt, Georges Guequier, Frédéric de Smet
- -1910 : Anna Cogen, Jenny Montigny, Clara Dobbelaere, Rodolphe De Saegher, Léon De Smet, Constant Permeke ea.
- -1911 : Clara Dobbelaere, Armand Heins
- -1911 : Anna Cogen, Louis Dubar
- -1911 : Marie Tibbaut, Albert Dutry, Albert De Vos
- -1911 : Louise Coupé, Modest Huys ea.
- -1912 : Lucie Jacquart, Robert Aerens, Victor De Budt ea.
- -1912 : Marie-Anne Tibbaut, Albert Dutry, Victor Verougstraete
- -1920 : 'Het Kind'
- -okt. 1920 : 'Kunstenaars van Oost-Vlaanderen'
- -1921 : Jules Van de Veegaete
- -1921 : Damien
- -1921 : Evarist De Buck
- -1921 : Groepstentoonstelling met Edmond De Maertelaere, Albert Baertsoen, Albert Claeys, Domien Ingels, Albert Saverys, Geo Verbanck.
- -1923 Groepstentoonstelling met Edmond De Maertelaere, Achiles Bentos, Oscar Coddron, Evariste De Buck, Leonard De Buck, Gustaaf Dierkens, Albert Servaes.
- - 1924 Groepstentoonstelling met Edmond De Maertelaere, Robert Aerens, Leonard De Buck, Leon Sarteel, Geo Verbanck.
- -jan. 1926 : Domien Ingels, Mevr. Domien Ingels-Pauwaert, Rosa Vaerwijck-Pauwaert, Karel Van Belle
- -feb. 1926 : Lucie Jacquart
- -feb. 1926 : Jos Verdegem, Natus Callewaert, Georges Lebrun-Rodenbach, Ferdinand Willaert, Geo Verbanck
- -apr. 1926 : Léon De Smet
- -1926 : Leo Vandersmissen
- -mei 1926 : Ferdinand Willaert
- -okt. 1926 : Jos Verdegem
- -nov. 1926 : Leon Sarteel, Mej. De Reuse
- -dec. 1926 : Anna De Weert, Oscar Coddron, Mej. Van Thorenburg
- -dec. 1926 : Jules De Bruycker, Octave Soudan, Albert Claeys, Piet Gillis, Modest Huys, Emmanuel Viérin, Karel Van Belle, De Vuyst, Spanoghe, Piet Lippens, Verwest
- -dec. 1926 : Gustaaf Buffel, Jules-Marie Canneel, L. De Buck, Frans Pycke , Romain De Saegher, Van de Leene, De Cuyper, Barthelemy, Geleedts, E. Dutry, Raphaël De Buck, Robert Aerens, Jef Van de Fackere, Geo Verbanck, Gustaaf Van den Meersche, Felix Metdepenningen
- -1927 : Jacob Lemair
- -1928 : Jacob Lemair
- -1931 : Romain De Saegher, Carolus Tremerie, Georges Minne